# Gianpiero Armani
Gianpiero Armani (... - ...) es un petrolero y un dirigente deportivo italiano, hoy Gran Oficial de la República, miembro de la junta directiva del Grupo neerlandés Oilinvest (refinerías y distribución) y de la junta de la compañía petrolera Tamoil Italia.
Maestro de tiro placa que lo llevó a ser Presidente de la Confederación Europea de Tiro para dos términos como presidente, desde 1993 hasta 2001, y vicepresidente de la Unión Internacional de Tiro. Fue también presidente de Novara Calcio.
- Datos: Q5879323